# Hajsyńsko-Bracławska Brygada Powstańcza
Hajsyńsko-Bracławska Brygada Powstańcza – oddział piechoty Armii Ukraińskiej Republiki Ludowej.

## Formowanie i zmiany organizacyjne
W wyniku rozmów atamana Symona Petlury z naczelnikiem państwa i zarazem naczelnym wodzem wojsk polskich Józefem Piłsudskim prowadzonych w grudniu 1919, ten ostatni wyraził zgodę na tworzenie ukraińskich jednostek wojskowych w Polsce.
W październiku 1919 na terenie powiatu hajsyńskiego guberni podolskiej ataman Ananij Wołyneć przystąpił do organizowania oddziału partyzanckiego. Dało to początek Hajsyńsko-Bracławskiej Brygadzie Powstańczej. Partyzanci ukraińscy działali początkowo na tyłach wojsk białogwardyjskich, a potem „czerwonych". Pod koniec marca 1920 oddział atamana Wołyncia operował w rejonie Chrystynówki i liczył kilkuset bojowników.
Szczyt aktywności powstańcy prowadzili działania w południowo-wschodnich powiatach guberni podolskiej. 20 marca zajęli Hajsyn, a w kwietniu Berszad i Bracław. Pod koniec kwietnia ataman Wołyneć nawiązał kontakt z wojskami Armii Czynnej, które powracały z I pochodu zimowego. 1 maja, wspólnie z Zaporoską Dywizją Zbiorczą, powstańcy walczyli o Tulczyn. Rozkazem NDW nr 32 z 18 maja 1920 „oddział powstańczy Wołyncia w pełnym składzie” został włączony do Armii Czynnej URL. Został on poddany reorganizacji, w wyniku której utworzono  samodzielny kureń i przekazano go do dyspozycji dowódcy 1 Zaporoskiej Dywizji Strzelców. Rozkazem dowódcy dywizji nr 40 z 16 czerwca 1920 wszedł on w skład nowo zorganizowanej 2 Zaporoskiej Brygady Strzelców jako Hajsyńsko-Bracławski kureń strzelców.
Pod nieobecność oddelegowanego na inny odcinek etatowego dowódcy, w kureniu drastycznie spadł poziom dyscypliny. Zdarzały się przypadki okradania ludności, a wśród stanu osobowego zaczęła się rozpowszechniać bolszewicka agitacja. Zorganizowano nawet spisek przeciwko dowódcy kurenia. Wywrotowcy zwoływali zabronione w Armii URL zebrania oficerów i szeregowych, gdzie omawiano kwestie wyżywienia i pieniędzy, wybrano skarbnika i jego pomocnika, dążono do poznania planów operacyjnych sztabu, złożono podanie do sztabu dywizji odnośnie odzieży i bielizny i dążono do pociągnięcia do odpowiedzialności dowódcy kurenia za „nietaktowne zachowanie". Pięciu organizatorów nielegalnych zebrań dowódca musiał wydalić z pododdziału i skierować do dyspozycji sztabu Armii Czynnej.
Rozkazem nr 57 z 20 lipca, za poczynione rabunki i gwałty kureń został rozwiązany, a szeregowi i wyposażenie miały przejść do nowo formowanego kurenia Doroszenkowskiego. W czasie reorganizacji zdezerterowali naczelnik zaopatrzenia, skarbnik i kwatermistrz. Oficerowie ci zabrali ze sobą tabor kurenia drugiego rzędu. Kilka dni później z linii frontu powrócił ataman Wołyneć, który przywiózł ze sobą drugą część swojej brygady powstańczej. 1 sierpnia powstańcy znajdowali się w rejonie Potoku Złotego. Wedle informacji sztabu sąsiedniej 5 Chersońskiej Dywizji Strzelców, ataman Wołyneć gnębi tam ludność cywilną rabunkami. Wysyła do wszystkich dywizji swoich agitatorów z wezwaniem do dezercji, wskutek czego z Dywizji Chersońskiej uciekło 20 szeregowych, a z Zaporoskiej – 80.
Aby nie dopuścić do podobnych działań, 6 sierpnia Ataman Główny Symon Petlura zdecydował włączyć brygadę powstańczą Wołyncia do 3 Żelaznej Dywizji Strzelców gen. Oleksandra Udowyczenki. Ten włączył oddział do swojej 8 Brygady Strzelców.

## Struktura organizacyjna
Organizacja brygady w czerwcu 1920
- dowództwo i sztab
- oddział zaopatrzenia
- sotnia dowódcy
- drużyna łączności
- oddział karabinów maszynowych
- pułk piechoty
- pułk konny

## Żołnierze oddziału
| Dowództwo jednostki      |                        |       |
| Stopień, imię i nazwisko | Okres pełnienia służby | Uwagi |
| Dowódcy brygady          |                        |       |
| ataman Ananij Wołyneć    | do 7 VI                |       |
| sot. Sokił               | 7 VI – 20 VI           |       |
| sot. Nowakiwskyj         | 20 VI – 20 VII         |       |
| Szefowie sztabu          |                        |       |
| sot. Julian Szeparowycz  | do 17 VII              |       |